# Història de Kàlimnos

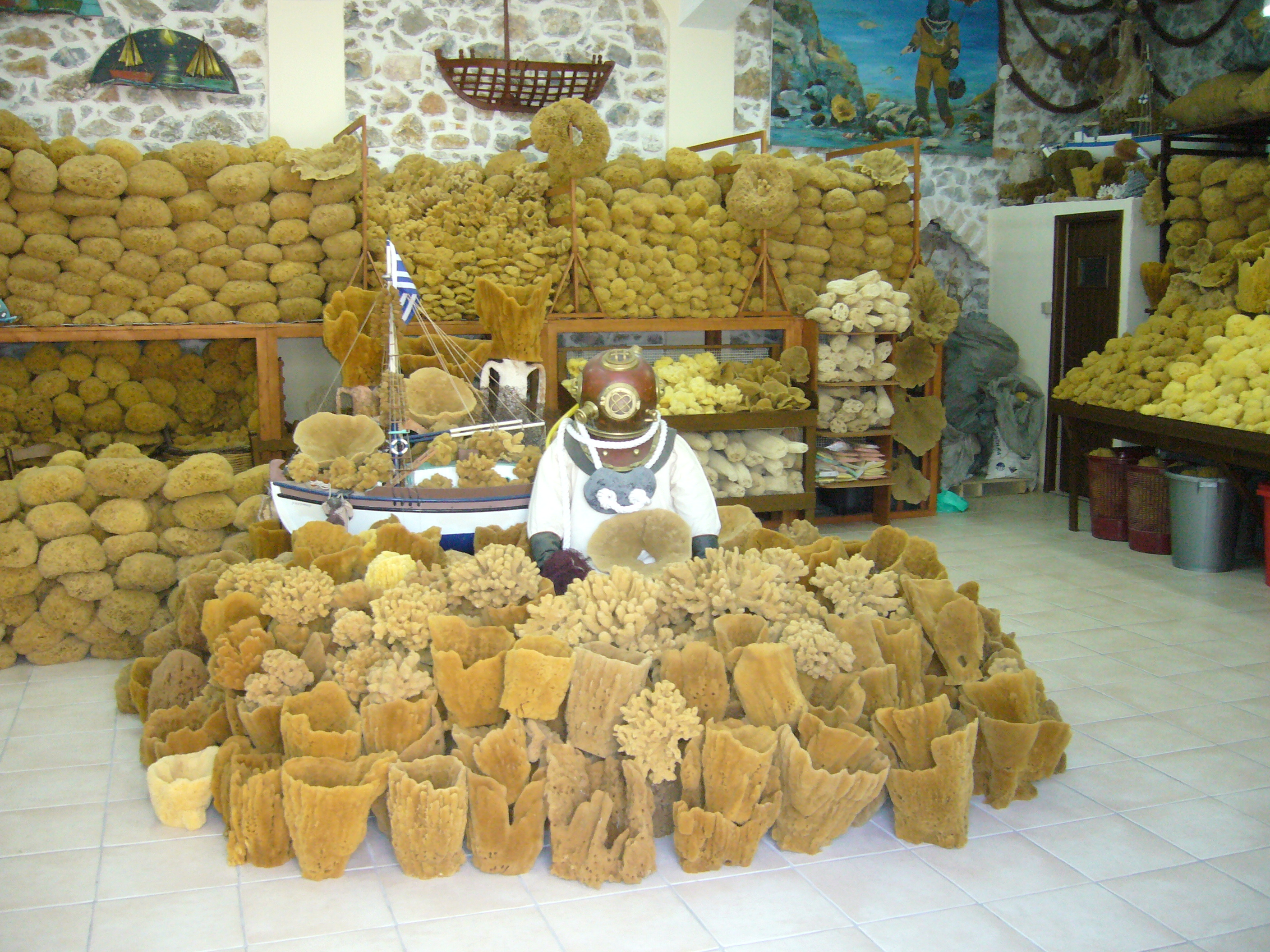
La pesca d'esponges fou el motor econòmic de l'illa durant molt de temps

La història de Kàlimnos (Grècia) abasta tot el període cronològic des del primer poblament d'éssers humans de l'illa fins a l'actualitat. Els caris en van ser els primers pobladors.

## Etimologia
Antigament es deia Calidna o Calidnas i també Calimna.
L'etimologia més probable del nom és que provinga de "Kalí" ('bona' o 'bella') i "Ydna" ('aigua'), la qual cosa significa que Calidna vol dir "Illa de bona o bella aigua". Alguns autors, però, ja des de l'antiguitat, suposaven que Calidnas no sols s'aplicaria a l'actual Kàlimnos, sinó que inclouria l'illa de Leros i altres illots propers. Almenys des del segle iv aC el seu nom era Calimna i més tard, durant l'època romana d'Orient, canvià a Kàlimnos.

## Època clàssica
L'illa depenia de Cos, i està fortament lligada a la seua història. Entre el 1150 aC i 800-850 aC Kàlimnos fou colonitzada pels doris i en menor grau pels fenicis, tot i que l'illa ja estava habitada en temps preminoics. Durant l'època arcaica l'illa era independent d'Atenes, a causa de la llunyania del Dodecanès. Homer l'anomena en plural, illes Calidnes (νῆσοι Κάλυδναι) al "Catàleg de les naus" a la Ilíada, i va ser un dels estats que participaren en la Guerra de Troia perquè hi envià, juntament amb altres illes, 30 naus dirigides per Fidip i Àntif, fills de Tèssal, rei de Kos. Segons Diodor de Sicília, després de la guerra de Troia, quatre de les naus d'Agamèmnon van naufragar en aquesta illa. La tripulació s'hi instal·là, construí un assentament a l'altiplà, a la que van anomenar Argos, en memòria de la seua pàtria, Argos, i durant molt de temps en va ser la capital, i fou més tard abandonada i reconstruïda com la ciutat que és hui dia, Potia, o aleshores Potaia (Potea).
Durant les guerres mèdiques els perses la van envair, fins que se'n pogueren alliberar amb ajut de la flota atenesa. Almenys entre els anys 452-1 i 415-4 aC formà part de la Confederació de Delos, perquè apareix en els registres de tributs a Atenes. Al 357 aC el rei Mausol d'Halicarnàs la va sotmetre. Després de gairebé 15 anys de revolta, els rebels de Kàlimnos aconseguiren la independència i foren de nou aliats d'Atenes.
En l'època clàssica, Kàlimnos florí notablement, com es pot comprovar en les ruïnes del temple d'Apol·lo Kalimndeu. Amb l'esplendor del Regne de Macedònia, Kàlimnos en va formar part i l'illa començà a ser desitjada per la seua valuosa posició estratègica.
A la mort d'Alexandre el Gran, Ptolemeu I d'Egipte envaí totes les illes del Dodecanès, incloent Kàlimnos. Conquistada per Roma l'any 44 aC, l'illa fou inclosa a la Província de les Illes.

### Religió
Apol·lo era el déu patró de Kàlimnos, i el seu santuari, el centre polític i religiós des d'inicis del primer mil·lenni aC fins als primers segles de la nostra era. Els habitants de Kàlimnos foren els primers grecs a convertir-se al cristianisme gràcies a la seua proximitat a Àsia Menor i al fet que Pau Apòstol i Joan Evangelista van fer una parada a l'illa. Durant l'època cristiana s'hi construïren moltes esglésies decorades amb mosaics.

### Monedes
Al Segle VI aC, les monedes d'argent de Kàlimnos tenien el cap barbut d'un guerrer a l'anvers, mentre que en el revers hi havia la lira d'Apol·lo. Al s. III aC, les monedes d'argent i coure eren iguals a les del segle VI aC, amb la diferència que el guerrer no tenia barba i la lira se substituí per una guitarra.

## Edat mitjana
Durant l'edat mitjana, l'illa va ser possessió romana d'Orient, i pertanyia a Samos. L'any 554, un terratrèmol assolà l'illa, i li canvià per sempre la geomorfologia: separà definitivament Tèlendos de Kàlimnos. Durant el període romà d'Orient, s'hi construïren moltes esglésies cristianes sobre antigues capelles. En destaca la història del temple d'Apol·lo, al que se li va treure el marbre per construir el "Crist a Jerusalem", que, segons la tradició local, l'edificà Helena de Constantinoble, en tornar de Jerusalem després de trobar la Veracreu. Altres esglésies importants en són la basílica de Sant Joan de Melitsacha i el Tarxiarchis de Vathí. Al Segle VII, les incursions àrabs obligaren els habitants de les ciutats costaneres a refugiar-se a les muntanyes, i les van fortificar: crearen els assentaments de Sant Constantí i Galatiani. Al Segle X, els turcs la destruïren.
Després de la conquesta pels genovesos al 1207, fou possessió de l'Orde de Malta (cavallers de Sant Joan de Jerusalem), que hi construí el castell de Chrysocheria. Passà a mans dels venecians al 1257, que la utilitzaren de base naval, fins a la seua posterior conquesta al s. XIV. Al 1278 Kàlimnos torna a mans romanes d'Orient amb l'emperador Miquel III, fins al 1303, quan els germans Zacharies, nebots de Miquel III, governaren l'illa. El seu breu regnat acabà al 1306, quan fou cedida al pirata genovés Vignolo de Vignoli.

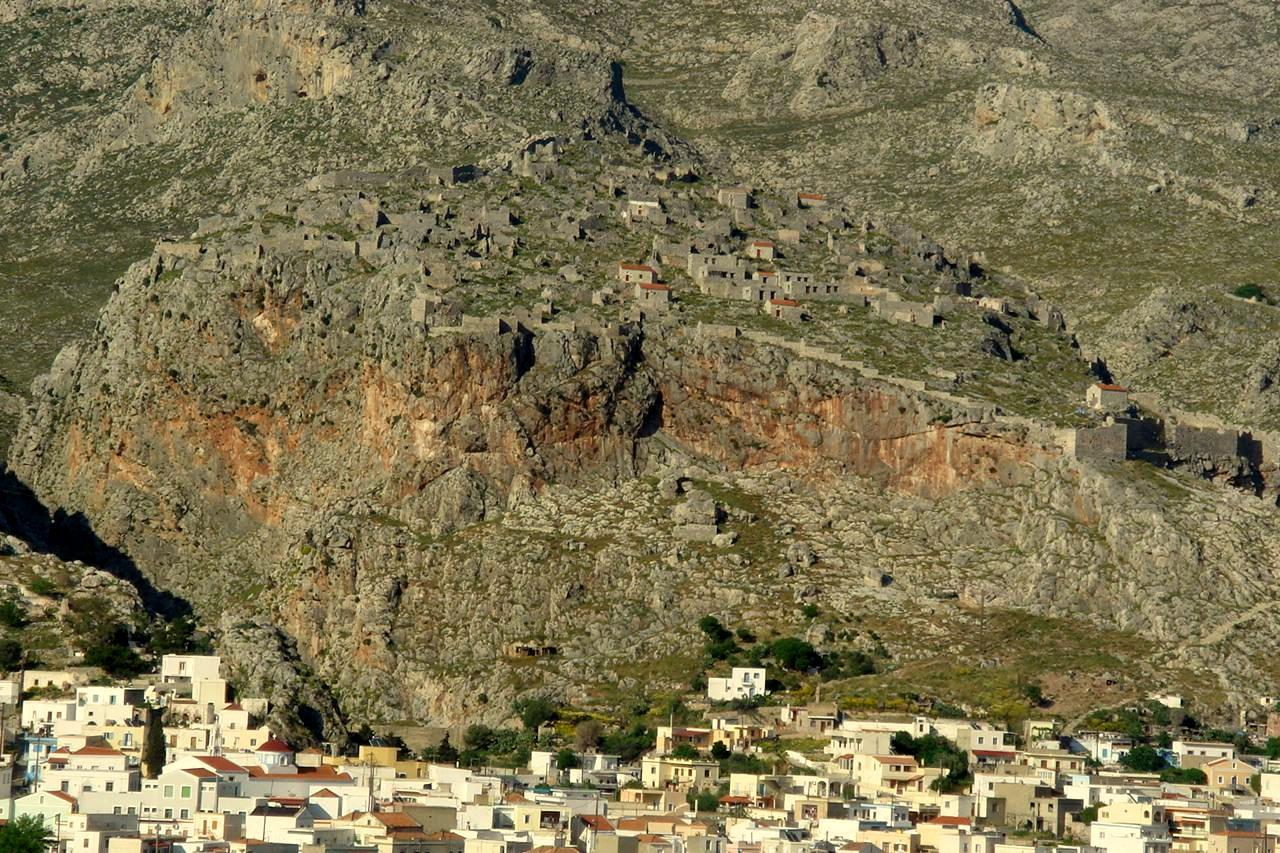
El castell de Chora

L'any 1310 passà a ser possessió dels cavallers de Rodes (Orde de Malta). Durant aquest període, Cos, Leros, Kàlimnos i Nísiros formaven una sola província. A mitjan s. XV, s'hi edificà el castell de Chrisocherias; a la fi del mateix segle es reparà i amplià el castell de Chora. Encara es conserven deu capelles al castell amb frescs postromans. Durant l'ocupació dels Cavallers de Rodes, l'illa fou atacada constantment pels otomans, especialment al 1457 i 1460. La conquistaren al 1522 amb el comandament de Solimà I el Magnífic. L'any 1495 l'illa patí un altre gran terratrèmol que feu esfondrar-se el castell, tot i que fou ràpidament recostruït. Durant la dominació turca no s'hi feren edificis religiosos ni d'arquitectura típica turca. Al segle xviii s'hi aixecà l'església del Castell de Chora. Al contrari del que va ocórrer amb Cos i Rodes, no hi hagué una migració important de turcs a Kàlimnos. Al 1750 els habitants refugiats al castell eixiren i tornaren a assentar-se en llocs com Thenia, Kokchalaria, Giakcha, Vathí o Stimenia. Al cap de 50 anys el castell era deshabitat.

## Edat contemporània
L'any 1821, Kàlimnos gaudia d'autonomia política. Participà en la Guerra d'independència de Grècia, en una batalla entre grecs i turcs prop de la costa de l'illa el 19 d'agost de 1825. Juntament amb Leros, Patmos i Icària fou anomenada "Nova Espòrada oriental"; quan s'establiren, però, les fronteres del nou estat grec, se la va intercanviar per Eubea. L'any 1835, se li va tornar a concedir l'autonomia, i formaren un govern local amb ancians que millorà la sanitat i l'educació i les feu gratuïtes. Al voltant de l'any 1850 s'hi construí el port de Pothia, nova capital de l'illa.
El 1921, l'ocuparen els italians, fins al 7 de març de 1948, quan s'hi produí la integració formal amb la resta de Grècia. Durant l'ocupació italiana, aquests volien tancar les escoles gregues, i van pintar les cases de blau i blanc com a protesta. D'altra banda, els alemanys i anglesos lluitaven pel control de les illes, i foren els alemanys els qui controlarien l'illa entre 1943 i 1945. Això causà un gran dany en la població i feu que més de 9.000 habitants en fugiren, sobretot a l'Orient Mitjà per no morir de fam. A partir de la dècada dels 60, l'economia en començà a decaure, en part per l'aparició d'esponges sintètiques, i gran part de la població n'emigrà. En les darreres dècades, l'escalada s'ha convertit en un dels grans reclams turístics de l'illa: n'hi ha fins i tot festivals. L'aeroport Nacional de Kàlimnos fou construït al 2006.

### La pesca d'esponges
A la primeria del segle xx, la indústria de la pesca de l'esponja prosperà a l'illa. Al segle xix, per a la pesca d'esponges tan sols anaven de quatre a set persones en un vaixell de no més de 10 m i subministraments (rostit, fesols, arròs, olives, formatge i pa d'ordi); per a pescar les esponges sol s'usava la respiració, i arribaven a baixar 30 m per pescar-les. Les esponges es compraven a l'illa, i s'enviaven a Sira, Naupli i Istanbul, i una vegada allí passaven a Odessa, Kíev, Sant Petersburg, Moscou i Vílnius, des d'on es distribuïen a Europa occidental.
Al cens de 1825, l'illa tenia una població de 5.000 habitants, però en el cens de 1921, amb l'arribada dels italians, n'hi havia 23.200 persones, gràcies a la migració massiva d'habitants d'illes properes a la recerca d'un futur millor en la pesca d'esponges. L'agost de 1986, una malaltia matà gran part de les esponges de l'illa, un colp per a la seua economia. Actualment l'illa representa un dels centres pesquers més importants de Grècia gràcies a la tonyina i al peix espasa: dona faena a 1.200 persones; té 7 de cada 15 criadors del Dodecanés, i un de privat.